# Calendrier pisan
 (décembre 2021).
Si vous disposez d'ouvrages ou d'articles de référence ou si vous connaissez des sites web de qualité traitant du thème abordé ici, merci de compléter l'article en donnant les références utiles à sa vérifiabilité et en les liant à la section « Notes et références ».
Le calendrier pisan, également appelé stile pisano (« style pisan ») ou le calculus Pisanus (« calcul pisan »), était le calendrier utilisé dans la république de Pise en Italie au Moyen Âge, qui différait du calendrier julien traditionnel.

## Début de l'année
L'année pisane commençait le 25 mars et non le 1er janvier, l'année en cours était en avance sur le calendrier julien traditionnel. Ainsi, le 24 mars 1200 était suivi du 25 mars 1201 (et non 1200, car il resterait dans le calendrier julien), et le 31 décembre 1201 été alors suivi du 1er janvier 1201, qui était le moment où les deux calendriers se synchronisaient. C'est la raison pour laquelle la plupart des dates ont un écart apparent d'un an, car les deux calendriers diffèrent pour un peu plus de neuf mois sur chaque cycle annuel. Par exemple, une date de naissance du 10 septembre 1552 en pisan se traduit par le 10 septembre 1551 dans le calendrier julien.
Commencer l'année à une autre date que le 1er janvier était courant à l'époque médiévale. Le premier jour de l'année tombant le 25 mars signifiait que le calendrier pisan était dans le stile dell'Annunciazione (« style de l'Annonciation ») ou stile dell'Incarnazione (« style de l'Incarnation » ) - également appelé en latin ab [Dominique] incarnatione (« par l'Incarnation [du Seigneur] ») - par référence à la solennité de l'Annonciation, et des calendriers similaires ont été utilisés à Cortone et Pistoia. Les calendriers florentin, siennois, anglais et écossais étaient également de ce style, mais se situaient de manière confuse, en retard sur le calendrier julien plutôt qu'en avance, ce qui les faisait se situer exactement un an en retard par rapport au calendrier pisan. En revanche, les calendriers du stile della Natività (« style de la Nativité ») comme à Arezzo, Assise et Pérouse commençaient le 25 décembre à la solennité de la Nativité du Seigneur (Noël), le calendrier vénitien commençait le 1er mars jusqu’à la Chute de la République de Venise et en année française le jour de Pâques jusqu'en 1564. On disait parfois que le calendrier julien traditionnel était dans le stile della Circoncisione (« style de la circoncision »). Voir début d'année.

## Fin d'utilisation
L'Italie fut l'une des rares régions à passer immédiatement du calendrier julien au calendrier grégorien : le 4 octobre 1582 fut suivi par le 15 octobre 1582, ce dernier étant le premier jour du nouveau calendrier grégorien. Ce n'est qu'en 1749, que les calendriers antiques furent définitivement abandonnés en Toscane : cette année-là, le nouveau grand-duc et empereur du Saint-Empire romain germanique, François Ier, ordonna qu'à partir de 1750, le premier janvier devienne le premier jour de l'année, ayant ainsi les « peuples de Tuscia » conformes à tous les autres. Une plaque en latin commémorant le décret grand-ducal/impérial est apposée sur le mur ouest de la loggia des Lanzi, sur la place de la Seigneurie à Florence.